# Alessandro Terrin
Pour les articles homonymes, voir Terrin.
Alessandro Terrin (né le 11 juillet 1985 à Dolo) est un nageur italien, spécialiste des 50 et 100 m brasse.
Sportif doté d'un physique impressionnant (1,93 m et 95 kg), il obtient son premier titre senior, celui de champion d'Europe, le 5 août 2006, en terminant à la première place, ex æquo avec l'ukrainien Oleh Lisohor, de l'épreuve du 50 m brasse.

## Biographie
À l'image de son père, amateur et joueur de football, Alessandro Terrin est plutôt attiré par la pratique de ce sport mais, à l'âge de quatre ans et à la suite d'un problème à une cheville, il doit, sans réelle passion, s'initier à la natation. Les bons chronos alternent avec les beaucoup moins brillants, car la motivation lui fait souvent défaut, jusqu'à l'âge de 10 ans, quand Tonino Spagnolo devient son nouvel entraîneur. Sous la direction de ce dernier, il améliore de façon régulière ses performances sportives jusqu'à se classer, au bout de deux années, dans les huit meilleurs temps nationaux.
Triple champion d'Europe junior (50 m brasse en 2002 et 2003, et 100 m brasse en 2003), il intègre l'équipe d'Italie en 2003 et participe cette même année aux Championnats du monde et Championnats d'Europe en petit bassin où il termine, respectivement, 6e et 8e du 50 m brasse.
L'année 2004 est un tournant pour la suite de sa carrière sportive puisqu'il quitte sa famille et s'installe à Rome où il rejoint le club des Fiamme Gialle. Dans une ville qu'il apprécie peu alors, il décide de dédier sa vie à la natation, avec les conseils avisés de son entraîneur Andrea Palloni. Les résultats ne sont pas immédiats, même surprenants et très décevants car, aux Championnats du monde 2005, il est éliminé en séries des 50 et 100 m brasse. Cependant, il termine deux fois à la 2e place aux Championnats d'Europe 2005 en petit bassin et aux Championnats du monde 2006 en petit bassin, avant d'être sacré champion d'Europe à Budapest. Cette même année 2006, deux autres médailles obtenues aux Championnats d'Europe en petit bassin viennent garnir l'escarcelle d'Alessandro, une d'argent, dans l'épreuve du 50 m brasse et une de bronze, avec le relais italien du 4 × 50 m 4 nages.
Aux Championnats du monde de natation 2007, il termine au pied du podium de l'épreuve du 50 m brasse mais, en fin d'année, remporte la 3e place du 50 m brasse des Championnats d'Europe en petit bassin.

## Palmarès

### Championnats du monde de natation
- Championnats du monde de natation en petit bassin 2006 à Shanghai  Chine
  -  médaille d'argent de l'épreuve du 50 m brasse (temps : 26 s 60)[1]

### Championnats d'Europe de natation

#### En grand bassin
- Championnats d'Europe 2006 à Budapest  Hongrie
  -  médaille d'or du 50 m brasse (27 s 48)[1]
- Championnats d'Europe 2008 à Eindhoven  Pays-Bas
  -  médaille de bronze du 50 m brasse (27 s 64)

#### En petit bassin
- Championnats d'Europe 2005 à Trieste  Italie
  -  médaille d'argent du 50 m brasse (26 s 79)
- Championnats d'Europe 2006 à Helsinki  Finlande
  -  médaille d'argent du 50 m brasse (26 s 92)
  -  médaille de bronze du relais 4 × 50 m 4 nages (Cesare Pizzirani~Alessandro Terrin~Rudy Goldin~Filippo Magnini) (1 min 35 s 23)
- Championnats d'Europe 2007 à Debrecen  Hongrie
  -  médaille de bronze du 50 m brasse  (27 s 09)
- Championnats d'Europe 2008 à Rijeka  Croatie
  -  médaille d'or du relais 4 × 50 m 4 nages (Mirco di Tora~Alessandro Terrin~Marco Belotti~Filippo Magnini) (1 min 32 s 91 : meilleure performance mondiale)
- Championnats d'Europe 2009 à Istanbul  Turquie
  -  médaille d'argent du 50 m brasse  (26 s 04)

## Records personnels
- Grand bassin[2]

| Épreuve      | Temps         | Record           | Lieu             | Date         |
| 50 m brasse  | 27 s 48       | Record d'Italie  | Budapest Hongrie | 5 août 2006  |
| 100 m brasse | 1 min 01 s 35 | Record personnel | Riccione Italie  | 6 avril 2005 |
| 200 m brasse | 2 min 21 s 56 | Record personnel | Riccione Italie  | 6 avril 2005 |

- Petit bassin

| Épreuve      | Temps         | Record           | Lieu           | Date             |
| 50 m brasse  | 26 s 55       | Record d'Italie  | Rijeka Croatie | 13 décembre 2008 |
| 100 m brasse | 58 s 79       | Record d'Italie  | Mestre Italie  | 22 avril 2006    |
| 200 m brasse | 2 min 17 s 56 | Record personnel | Trieste Italie | 26 novembre 2005 |

## Records
Alessandro Terrin est l'actuel détenteur du record italien du 50 m brasse en petit et grand bassin, et de celui du 100 m brasse en petit bassin.